# Вовча квінта
Во́вча кві́нта — музичний інтервал, назва дуже фальшивої квінти, яка виникає в різних музичних строях.

## Піфагорійська вовча квінта
При використанні піфагорійського строю ступені звукоряду визначались через накладення чистих квінт. Після дванадцяти кроків основний тон мав повторитися. Насправді отриманий тон на піфагорійську кому вище. В результаті такої настройки остання квінта мала відчутний дефект, за що й отримала свою назву.
Вовча квінта має такі співвідношення частот:
{\displaystyle {\frac {2^{7}}{\left({\frac {3}{2}}\right)^{11}}}={\frac {2^{18}}{3^{11}}}={\frac {262144}{177147}}\approx {\frac {2{,}9596}{2}}\approx 678{,}50\;\mathrm {Cent} }.
Вовча квінта вважалась сильним дисонансом, її намагались уникати при створенні та виконанні музики. На струнних смичкових інструментах є можливість скоригувати інтервал під час гри. Однак з масовим поширенням клавішних інструментів проблема ставала дедалі гострішою, поки не була розв'язана винайденням рівномірно-темперованого строю, в якому піфагорійська кома рівномірно розподілялась по всіх ступенях і втрачала гостроту.
Піфагорійська вовча квінта (C–G)ⓘ

## Середньотонова вовча квінта
В середньотоновому строї також є одна квінта, яку намагались не використовувати (найчастіше Gis – Es), за аналогією з піфагорійським строєм її теж іноді називають вовчою квінтою. На відміну від піфагорійської, ця є більш натуральною і ближчою до малої сексти, ніж до тритону, тому дисонує дещо м'якше.
Співвідношення частот:
{\displaystyle {\frac {{\frac {64}{27}}\cdot \left({\frac {81}{80}}\right)^{0,75}}{\frac {25}{16}}}\approx {\frac {3{,}0625}{2}}\approx 737{,}64\;\mathrm {Cent} }.
Середньотонова вовча квінта (С-G)ⓘ